# Sumparen
Sumparen med Sumparhällen är en ö i Finland. Den ligger i Finska viken och i kommunen Esbo i den ekonomiska regionen  Helsingfors i landskapet Nyland, i den södra delen av landet. Ön ligger omkring 12 kilometer sydväst om Helsingfors.
Öns area är 9,2 hektar och dess största längd är 480 meter i nord-sydlig riktning.

## Sammansmälta delöar
- Sumparen 60°05′54″N 24°46′10″Ö / 60.09825°N 24.76943°Ö
- Sumparhällen 60°05′47″N 24°46′03″Ö / 60.09628°N 24.76748°Ö